# Misael Alfaro
Álvaro Misael Alfaro Sánchez (Nueva San Salvador, 6 de janeiro de 1971) é um ex-futebolista e treinador de futebol salvadorenho que atuava como goleiro. Atualmente está sen clube.
Notabilizou-se no futebol mundial por marcar 31 gols em sua carreira futebolistica (11 deles de pênalti), sendo o oitavo goleiro a fazer mais gol na história do futebol.

## Carreira
Apelidado de La Rata, Alfaro iniciou a carreira profissional em 1988, com apenas 17 anos, no Alianza. Defendeu também Luis Ángel Firpo, San Salvador, Isidro Metapán, Atlético Balboa e Nejapa. Em agosto de 2010, durante sua segunda passagem pelo Isidro Metapán (onde também acumulou a função de treinador de goleiros), anunciou sua aposentadoria dos gramados depois de lesionar o pescoço durante a partida contra o Atlético Marte.
Fora dos gramados, trabalhou no Águila (treinador de goleiros, técnico do time reserva e auxiliar-técnico), Alianza (treinador de goleiros), Luis Ángel Firpo (treinador de goleiros e treinador do time principal), Juventud Independiente (treinador), Chalatenango (treinador de goleiros e treinador da equipe principal), Isidro Metapán (técnico interino), Audaz, Municipal Limeño e novamente Isidro Metapán (agora como técnico efetivo na temporada 2021–22).

## Seleção Salvadorenha
Pela Seleção de El Salvador, Alfaro disputou três edições da Copa Ouro da CONCACAF. Ele também atuou em 12 jogos de eliminatórias da Copa do Mundo FIFA.
Embora sua última partida como jogador dos Cuscatlecos tinha sido contra a Costa Rica, pela Copa Centroamericana de 2005, o goleiro só anunciaria a despedida da carreira internacional em 2006, após descobrir problemas cardíacos. Foram 42 partidas com a camisa de El Salvador em 14 anos.

## Títulos
Alianza
- Campeonato Salvadorenho: 1993–94

Luis Ángel Firpo
- Campeonato Salvadorenho: 1997–1998, Clausura 1999, Clausura 2000

San Salvador
- Campeonato Salvadorenho: Clausura 2003

Isidro Metapán
- Campeonato Salvadorenho: Clausura 2007, Clausura 2010